# Hermann Byron de Araújo Soares
Hermann Byron de Araújo Soares (Maceió, Alagoas 12 de fevereiro de 1893 - Rio de janeiro, Rio de Janeiro 2 de janeiro de 1926) foi um magistrado, advogado, professor, promotor público e Procurador-geral de Alagoas.
Era filho de Manoel Martinho Ferreira Soares e Josefina Pérçula de Araújo Soares.
Em 1907 ele fundou e foi redator-chefe do jornal Ilustração, que circulou até 1909.
Se casou com Alda da Silva Ether, filha do Comandante da Guarda Nacional e coronel Olympio Ether, e irmã de Agripino Ether (Um dos fundadores da Academia Alagoana de Letras).
Estudou no Colégio 15 de Março e fez seu curso Superior na Faculdade de Direito de Recife tendo se formado em 1913. Foi orador de sua turma na solenidade de formatura.
Em 1911 foi um dos fundadores do Centro Acadêmico pró Clodoaldo-Fernandes.
Em 1919 participou da fundação da Academia Alagoana de Letras tendo ocupado a cadeira de número 31.
Foi Promotor público das cidades Pilar e Maceió, e Procurador-Geral do Estado de Alagoas em 1933.
Foi o 2º Presidente do Tribunal Regional Eleitoral de Alagoas, de 09/10/1946 a 08/10/1948, de 09/10/1948 a 05/10/1950, de 02/10/1954 a 02/10/1956 e de 05/11/1956 a 10/04/1957. E juiz de Direito e desembargador. Foi Vice-Presidente do Tribunal de Justiça de Alagoas de 18 de janeiro de 1935 a 2 de março de 1943.
Foi professor de Direito Administrativo na Faculdade de Direito de Alagoas e provedor da Santa Casa de Misericórdia de Maceió durante a época em que se construiu e instalou o Hospital Infantil.
Presidiu a comissão designada para elaborar o projeto de Constituição do Estado, no Governo Guedes de Miranda, e a Sociedade Previdência Alagoana.
Em 1955 representou a Academia Alagoana de Letras na Federação das Academias de Letras no Rio de Janeiro.

## Homenagens
Em janeiro de 2016 foi instituída a Comenda do Mérito Eleitoral Desembargador Hermann Byron de Araújo Soares. 